# Arthur & George
Arthur & George è una miniserie televisiva britannica del 2015. La miniserie è basata sull'omonimo libro scritto da Julian Barnes.
La miniserie è stata trasmessa da ITV in tre episodi andati in onda il 2 e il 16 marzo 2015.